# Sphaerodactylus glaucus
Espèce
Synonymes
- Sphaerodactylus inornatus Peters, 1874
- Sphaerodactylus torquatus Strauch, 1887

Statut de conservation UICN

 LC  : Préoccupation mineure
Sphaerodactylus glaucus est une espèce de geckos de la famille des Sphaerodactylidae.

## Répartition
Cette espèce se rencontre :
- au Mexique dans les États du Yucatán, du Veracruz et d'Oaxaca ;
- au Belize ;
- au Guatemala ;
- au Honduras ;
- au Salvador ;
- en Jamaïque.

## Publication originale
- Cope, 1865 : Third contribution to the herpetology of tropical America. Proceedings of the Academy of Natural Sciences of Philadelphia, vol. 17, p. 185-198 (texte intégral).